# Gerichtsbezirk Andrychów
Der Gerichtsbezirk Andrychów (deutsch: Andrychau oder Andrichau) war ein dem Bezirksgericht Andrychów unterstehender Gerichtsbezirk im Kronland Galizien und Lodomerien. Er umfasste Gebiete im Westen Galiziens. Zentrum und Gerichtssitz des Gerichtsbezirks war die Stadt Andrychów. Nach dem Ersten Weltkrieg musste Österreich den gesamten Gerichtsbezirk an Polen abtreten. Das Gebiet ist heute Teil der Woiwodschaft Kleinpolen.

## Geschichte
Nachdem im Juni 1849 die allgemeinen Grundzüge der Gerichtsverfassung in den Kronländern durch Kaiser Franz Joseph I. genehmigt worden waren, legten die Ministerien des Inneren, der Finanz und der Justiz 1854 die neue Verwaltungs- und Justizeinteilung fest. Auf oberster Ebene wurden die beiden Verwaltungsgebiete Krakau (Westgalizien) und Lemberg (Ostgalizien) geschaffen, darunter folgten die Kreise und die Bezirke. Bei den Bezirksämtern handelte es sich vorerst um gemischte Behörden, denen Aufgaben der Politik, Verwaltung und Justiz zukamen. Die Bezirksgerichte waren dabei Teil der Bezirksämter und der Gerichtsbezirk deckungsgleich mit dem Verwaltungsbezirk.
Die Errichtung dieser gemischten Bezirksämter wurde per 29. September 1855 amtswirksam, wobei der Gerichtsbezirk Andrychów aus den Gemeinden Andrychów (Stadt), Andrychów (Dorf), Frydrychowice, Gierałtowice, Gierałtowiczki, Głębowice, Graboszyce, Inwałd, Kaczyna und Koziniec, Laskowa, Nidek, Palczowice, Piotrowice, Ponikiew mit Hobot, Przybradz, Roczyny mit Brzezinka, Rudze, Smolice, Sułkowice, Targanice, Trzebieńczyce mit Wiglowice, Wieprz ad Andrychau, Zagórnik und Zator gebildet wurde. Im Gerichtsbezirk lebten dabei zu dieser Zeit 22.305 Menschen auf einer Fläche von 4.6 Quadratmeilen. In den Justizbereichen Verbrechen und Vergehen unterstand der Gerichtsbezirk dem Bezirksamt bzw. Bezirksgericht Wadowice, zuständiger Gerichtshof erster Instanz wurde das Landesgericht Krakau. Daneben existierte noch eine Einteilung in Kreise, wobei der Bezirk Andrychów gemeinsam mit den Bezirken Biała,  Jordanów, Kalwarya, Kenty, Maków, Milówka, Myślenice, Oświęcim, Seypusch, Skawina, Ślemień und Wadowice den Kreis Wadowice bildete.
Nachdem die Kreisämter Ende Oktober 1865 abgeschafft wurden und deren Kompetenzen auf die Bezirksämter übergingen, schuf man nach dem Österreichisch-Ungarischen Ausgleich 1867 auch die Einteilung des Landes in zwei Verwaltungsgebiete ab. Zudem kam es im Zuge der Trennung der politischen von der judikativen Verwaltung zur Schaffung von getrennten Verwaltungs- und Justizbehörden. Während die gerichtliche Einteilung weitgehend unberührt blieb und die „reinen“ Bezirksgerichte per 28. Februar 1867 ihren Dienst aufnahmen, fasste man Gemeinden mehrerer Gerichtsbezirke zu Verwaltungsbezirken zusammen. Dadurch wurde der Gerichtsbezirk Andrichów 1867 zusammen mit Gemeinden der Gerichtsbezirke Kalwarya, Maków, Oświęcim, Skawina, Ślemień und Wadowice Teil des Bezirks Wadowice.
Im Gegensatz zu anderen Kronländern, wo ein Gerichtsbezirk immer nur einem politischen Bezirk angehörte, waren die Gerichtsbezirke Galiziens durch die Bestimmungen von 1867 teilweise auf mehrere Bezirke aufgeteilt worden. Diese Situation wurde schließlich 1878 durch umfassende Änderungen im Gebietsumfang der Gerichtsbezirke bereinigt, wobei der Gerichtsbezirk Andrychów per 1. August 1878 die Gemeinden und Gutsgebiete Graboszyce, Laskowa, Palczowice, Rudze, Smolice, Trzebieńczyce, Wiglowice und Zator an den Gerichtsbezirk Wadowice abtreten musste. Zudem verlor der Gerichtsbezirk die Gemeinden und Gutsgebiete Gierałtowice, Gieraltowiczki und Piotrowice an den per 1. Oktober 1891 geschaffenen Gerichtsbezirk Zator sowie die Gemeinden und Gutsgebiete Kaczyna, Koziniec und Ponikiew per 1. Jänner 1894 an den Gerichtsbezirk Wadowice.
Im Zuge der Schaffung des Kreisgerichtes Wadowice wurde der Gerichtsbezirk Andrychów per 1. Mai 1882 diesem unterstellt und aus dem Zuständigkeitsbereich des Landesgerichts Krakau ausgeschieden.
Der Gerichtsbezirk Andrychów bestand bei der Volkszählung 1900 nach den Gebietsverlusten und Gemeindezusammenlegungen nur noch aus den 12 Gemeinden bzw. Gutsgebieten Andrychów, Brzezinka ad Andrychów, Frydrychowice, Głębowice, Inwałd, Nidek, Roczyny, Rzyki, Sułkowice, Targanice, Wieprz und Zagórnik. Hatte die Bevölkerung 1890 noch 27.263 Menschen umfasst, so war sie durch die Gebietsverluste bis 1900 auf 23.246 Menschen gesunken. Auf dem 165,91 km² großen Gebiet lebten dabei fast ausschließlich Menschen mit polnischer Umgangssprache und römisch-katholischem Glauben, lediglich in Andrychów bestand eine größere jüdische Gemeinde.